# 250 Bettina
Bettina (asteroide 250) é um asteroide da cintura principal com um diâmetro de 79,75 quilómetros, a 2,7525986 UA. Possui uma excentricidade de 0,1270277 e um período orbital de 2 045,08 dias (5,6 anos).
Bettina tem uma velocidade orbital média de 16,77341676 km/s e uma inclinação de 12,82149º.
Este asteroide foi descoberto em 3 de Setembro de 1885 por Johann Palisa.